# Rogers City, Michigan
Rogers City este o localitate, municipalitate și sediul comitatului Presque Isle, statul Michigan, Statele Unite ale Americii.